# Игуасу (река)
Вижте пояснителната страница за други значения на Игуасу.
Игуасу́ (на португалски: Iguaçu; на испански: Iguazú) е река в югоизточната част на Бразилия (щата Парана) и североизточната част на Аржентина (провинция Мисионес), ляв приток на река Парана. Дължината ѝ е 1320 km, а площта на водосборния басейн – 72 638 km² (2,81% от водосборния басейн на река Парана).
Река Игуасу води началото си на 1050 m н.в., от западните склонове на планинската верига Сера до Мар, разположена в крайната югоизточна част на Бразилското плато, на около 25 km източно от град Куритиба. По цялото си протежение тече предимно в западна посока по Бразилското плато в тясна и дълбока долина, със стотици планински меандри и образува множество прагове и 70 водопада (най-големи Озориу, Игуасу и др.). В долното си течение (последните около 130 km) служи за граница между Бразилия и Аржентина. Влива се отляво в река Парана, на 97 m н.в., при аржентинския град Пуерто Игуасу, там където се събират границите на Бразилия, Аржентина и Парагвай.
Основни притоци: леви – Рио Негро (300 km), Потинга, Жангада, Шопин (450 km), Санто Антонио; десни – Жардан, Рио Кавернози. Подхранването ѝ е предимно дъждовно и е пълноводна целогодишно, със среден годишен отток в устието 1414 m³/s.